# Condado de Sussex (Delaware)
 Coordenadas : minutos ou segundos > 60
O Condado de Sussex (em inglês:  Sussex County) é um dos três condados do estado norte-americano do Delaware. A sede do condado é Georgetown, e a localidade mais populosa é Seaford. Foi fundado em 1683.

## Geografia
De acordo com o United States Census Bureau, o condado possui uma área de 3 099 km², dos quais 2 424 km² estão cobertos por terra e 674 km² por água.

## Demografia
Segundo o censo nacional de 2010, o condado possui uma população de 197 145 habitantes, e uma densidade populacional de 81,3 hab/km². É o segundo condado mais populoso do Delaware. Possui 123 036 residências, correspondendo a uma densidade de 50,7 residências/km².
Das 25 localidades incorporadas no condado, Seaford é a mais populosa, com 6 928 habitantes, enquanto que Blades é a mais densamente povoada, com 856 hab/km². Henlopen Acres é a menos populosa, com 122 habitantes. De 2000 para 2010, a população de Millville cresceu 110% e a de Henlopen Acres diminui em 12%.